# Monkwearmouth
Monkwearmouth ist ein Ortsteil (area) von Sunderland im Nordosten Englands.

## Geschichte
674 wurde am Ufer des Flusses Wear das Kloster Monkwearmouth mit der Kirche St. Peter gegründet. 794 wurde der Ort von Wikingern überfallen, 860 von den Dänen zerstört. 
Im 19. Jahrhundert wurde hier eine Steinkohlemine eröffnet, diese prägte über einhundert Jahre lang das Leben des Ortes. Ebenfalls gab es Schiffbau. 1993 schloss die Zeche. Auf dem Gelände entstand der Campus der University of Sunderland und das Fußballstadion Stadium of Light. Der Bahnhof wurde 1968 durch die Beeching-Axt geschlossen und zu einem Museum ausgebaut.